# 3e rocade d'Alger
La 3e rocade d'Alger est un projet de 160 km d'autoroute qui relie entre Nador (Tipaza) et Draâ Ben Khedda (Tizi Ouzou) sans passer par la ville peuplées d'Alger.
La route possède une largeur de 2 x 2 voies de 12 m qui permettrait un élargissement de 2x3 dans le futur.

## Historique
Cette autoroute est parmi le méga-projet de réseau autoroutier algérien publié en 2005
Ce projet est en phase d'étude, le projet prévoit :
- 30 km de routes secondaires et rampes d'échangeurs
- 12 échangeurs
- 90 ouvrages d'art dont 10 viaducs
- 2 km de tunnels

Le 25 juin 2014, le bureau d'études Tecsult est mise en demeure pour non-respect des delais de réalisation selon l'arrêté de 2011 relatif aux retards et défauts de risque d'exécution de travaux du code des marchés publics.

## Sorties
- n°1 Nador P11  et N42
- n°2 Rocade de Tipaza n°3 Hadjout N67W104
- n°4 Mouzaïa Échangeur entre A1 et 3e Rocade d'Alger
- n°5 Chebli N61
- n°6 Larbaâ P13
- n°7 Larbatache N29
- n°8 Issers N68 et W151
- n°9 Draâ Ben Khedda N25 et P15

### Ouvrages
- MEDJBOUR Faiçal et MAHROUCHI Mehdi, Etude APD d’un tronçon autoroutier de la 3éme rocade d’Alger reliant la wilaya de Tipaza à la wilaya de Tizi Ouzou du PK10+000 à PK20+000 avec la conception d’un échangeur El Affroun, 2023, 174 p. (présentation en ligne, lire en ligne  [PDF])
- BEN AMOR SEIF EDDINE et OULED AMAR ELBOUKHARI, Etude APD d’un tronçon autoroutier de la 3éme rocade d’Alger reliant la wilaya de Tipaza à la wilaya de Tizi Ouzou du PK60+000 au PK70+000 avec la conception d’un échangeur Larbaa, 2024, 152 p. (présentation en ligne, lire en ligne)